# Ягільниця II (гміна)
Гміна Ягільниця І — сільська гміна у Чортківському повіті Тарнопольського воєводства Другої Речі Посполитої. Адміністративним центром гміни було село Ягільниця, яке становило окрему сільську гміну Ягільниця II.
Гміна утворена 1 серпня 1934 року в рамках нового закону про самоврядування (23 березня 1933 року).
Площа гміни — 61,37 км²
Кількість житлових будинків — 1136
Кількість мешканців — 5777
Гміну створено на основі давніших гмін: Долина, Нагірянка, Хом'яківка (в радянський час приєднано до Нагірянки), Шульганівка, Сальнівка (в радянський час приєднане до Ягільниці) і осада Косцюшівка з гміни Базар.